# آنگسارانگ
آنگسارانگ (به لاتین: Aangsarang) در نپال با جمعیت ۶٬۱۴۵ نفر است که در mechi zone واقع شده‌است.